# Casa del Fundador Gonzalo Suárez Rendón
La Casa del Fundador Gonzalo Suárez Rendón es un museo situado en la zona oriental de la Plaza de Bolívar de Tunja de Tunja, Colombia. En ella se ubica actualmente la Secretaría de Cultura y Turismo de la Alcaldía Mayor y la Academia Boyacense de Historia (desde 1905). Es la joya arquitectónica más característica de las residencias particulares del siglo XVI, y se conserva la historia privada de la aristocracia tunjana desde los años de la fundación hispánica de Tunja.

## Historia
Es una de las pocas casas de un fundador que existen en Hispanoamérica, construida por él mismo, en donde vivió, murió y continuó como residencia familiar de sus hijos. Esta mansión colonial fue centro de trascendentales actividades en los siglos del Nuevo Reino de Granada, y luego en la independencia y la República. En este sitio en el cual había solo un bohío se reunió el Cabildo de Tunja por primera vez, el 7 de agosto de 1539 y los días 11, 14, 16 Y 18 de agosto para tratar los problemas de la naciente ciudad. Fue edificada a mediados del siglo XVI, con la mano de 3.000 indígenas. Allí se alojaron los principales personajes españoles que llegaban a Tunja; allí llegaron los conquistadores Jerónimo Lebrón de Quiñones, Alonso Luis de Lugo, Hernán Pérez de Quesada, el Tesorero, Pedro Briceño y Verdugo y Pedro de Ursúa. Allí se ubicó también el despacho principal del Nuevo Reino de Granada en ausencia de Gonzalo Jiménez de Quesada y de Hernán Pérez.

## Museo
El museo alberga pinturas murales manieristas de fauna exótica, el dormitorio del fundador que se conserva intacto luego de los trabajos de renovación permanente, caballeros vestidos de lanzas, los escudos de armas de León y Castilla, de la ciudad de Málaga, del rey Carlos I de España y el de Felipe II. Además alberga lienzos de los 13 presidentes boyacenses y de la gesta libertadora de la Batalla de Boyacá.